# 7 martie
ianuarie • februarie • martie  • aprilie  • mai  • iunie  • iulie  • august  • septembrie  • octombrie  • noiembrie  • decembrie
7 martie este a 66-a zi a calendarului gregorian și ziua a 67-a în anii bisecți. Mai sunt 299 de zile până la sfârșitul anului.

## Evenimente

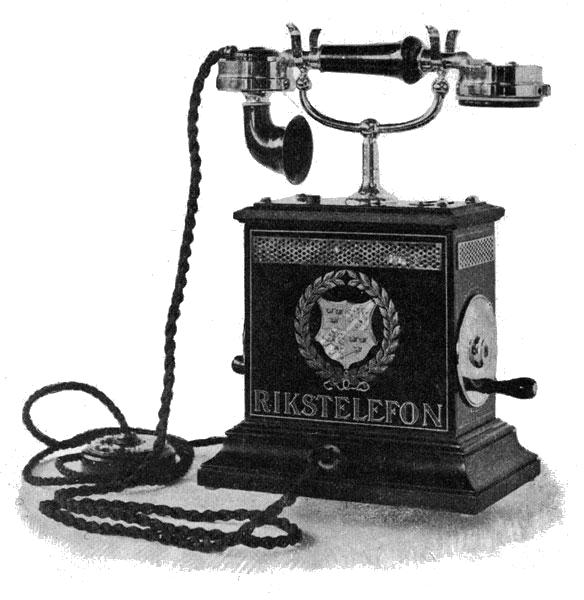
1876:Alexander Graham Bell primește brevetul pentru o invenție pe care el o numește telefon

1912: Succesul expediției lui Roald Amundsen la Polul Sud (14 decembrie 1911) este anunțat public, când nava Fram a ajuns la Hobart, în Australia.

- 161: Împăratul Antoninus Pius moare și este succedat de fii săi adoptivi Marcus Aurelius și Lucius Verus.[1]
- 321: Împăratul Constantin dă un decret prin care se impune ca „Toți judecătorii, orășenii și muncitorii trebuie să se odihnească în venerabila zi a soarelui” - deci Duminica devine pentru prima oară zi liberă.
- 1395: Mircea cel Bătrân și regele Sigismund de Luxemburg au încheiat la Brașov un tratat de cooperare militară antiotomană.
- 1441: Iancu de Hunedoara a devenit voievod al Transilvaniei. El deținea această funcție pe lângă cea de comite al Timișoarei și de ban al Severinului (1441-1456).
- 1471: Radu cel Frumos, fratele lui Vlad Țepeș, a atacat Moldova, dar Ștefan cel Mare l-a învins la Soci, lângă Bacău. Domnul muntean, supus turcilor, a izbutit să scape fugind.
- 1842: Frederic Francisc al II-lea devine Mare Duce de Mecklenburg și va conduce Marele Ducat timp de 41 de ani.
- 1876: Alexander Graham Bell primește brevetul pentru o invenție pe care el o numește telefon.
- 1912: Succesul expediției lui Roald Amundsen la Polul Sud (14 decembrie 1911) este anunțat public, când nava Fram a ajuns la Hobart, în Australia.
- 1914: Prințul William de Wied ajunge în Albania pentru a-și începe domnia.
- 1936: Germania Nazistă a reocupat Renania demilitarizată, încălcând astfel tratatul de la Versailles și înțelegerile de la Locarno.
- 1939: În România începe guvernarea Armand Călinescu (7 martie-21 septembrie 1939).
- 1960: Primii 20 de cosmonauți sovietici au fost selectați pentru pregătirea zborului spațial.
- 1968: TVR a scos revista oficială a primei ediții a Festivalului „Cerbul de Aur”, în cinci limbi.
- 1973: Astronomul ceh Luboš Kohoutek descoperă cometa C/1973 E1, stârnind entuziasm la nivel mondial.
- 2001: Ariel Șaron devine prim-ministru al Statului Israel.
- 2009: NASA a lansat sonda spațială Kepler (numită așa după astronomul german Johannes Kepler), care are scopul de a descoperi noi exoplanete asemănătoare Pământului care orbitează alte stele, cu ajutorul unui telescop și al unui fotometru speciale.[2]
- 2022: Pandemia de COVID-19: Numărul global de decese din cauza COVID-19 depășește 6 milioane.[3]

## Nașteri
- 0189: Publius Septimius Geta, împărat roman (d. 211)
- 1693: Papa Clement al XIII-lea (d. 1769)
- 1765: Nicéphore Niépce, pionierul fotografiei (d. 1833)
- 1785: Alessandro Manzoni, scriitor italian (d. 1873)
- 1788: Antoine César Becquerel, fizician francez (d. 1878)
- 1817: Alexandre Antigna, pictor francez (d. 1878)
- 1850: Tomáš Masaryk, primul președinte al Cehoslovaciei  (d. 1937)
- 1857: Julius Wagner-Jauregg, neurolog și psihiatru austriac, laureat Nobel (d. 1940)

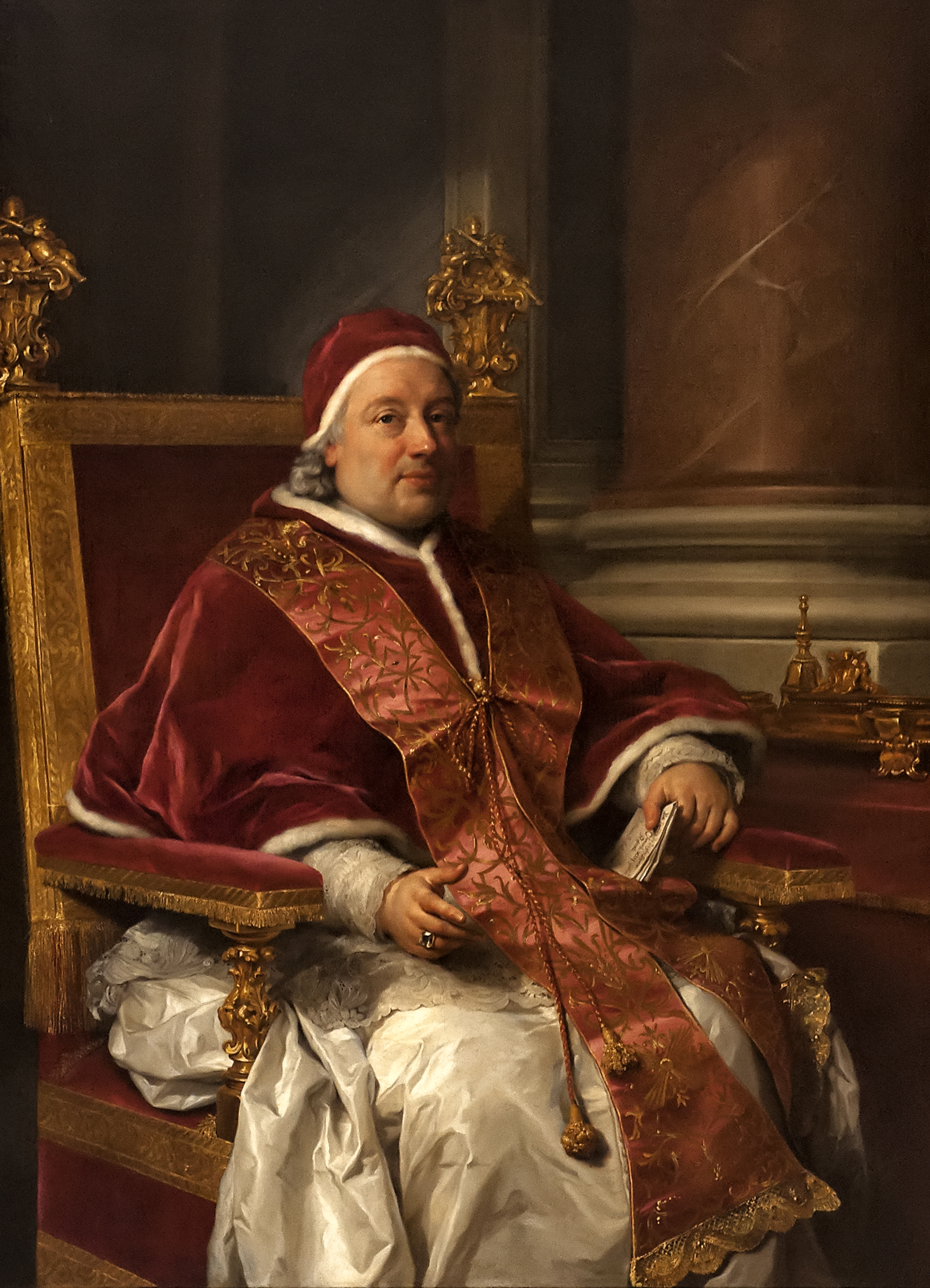
Papa Clement al XIII-lea
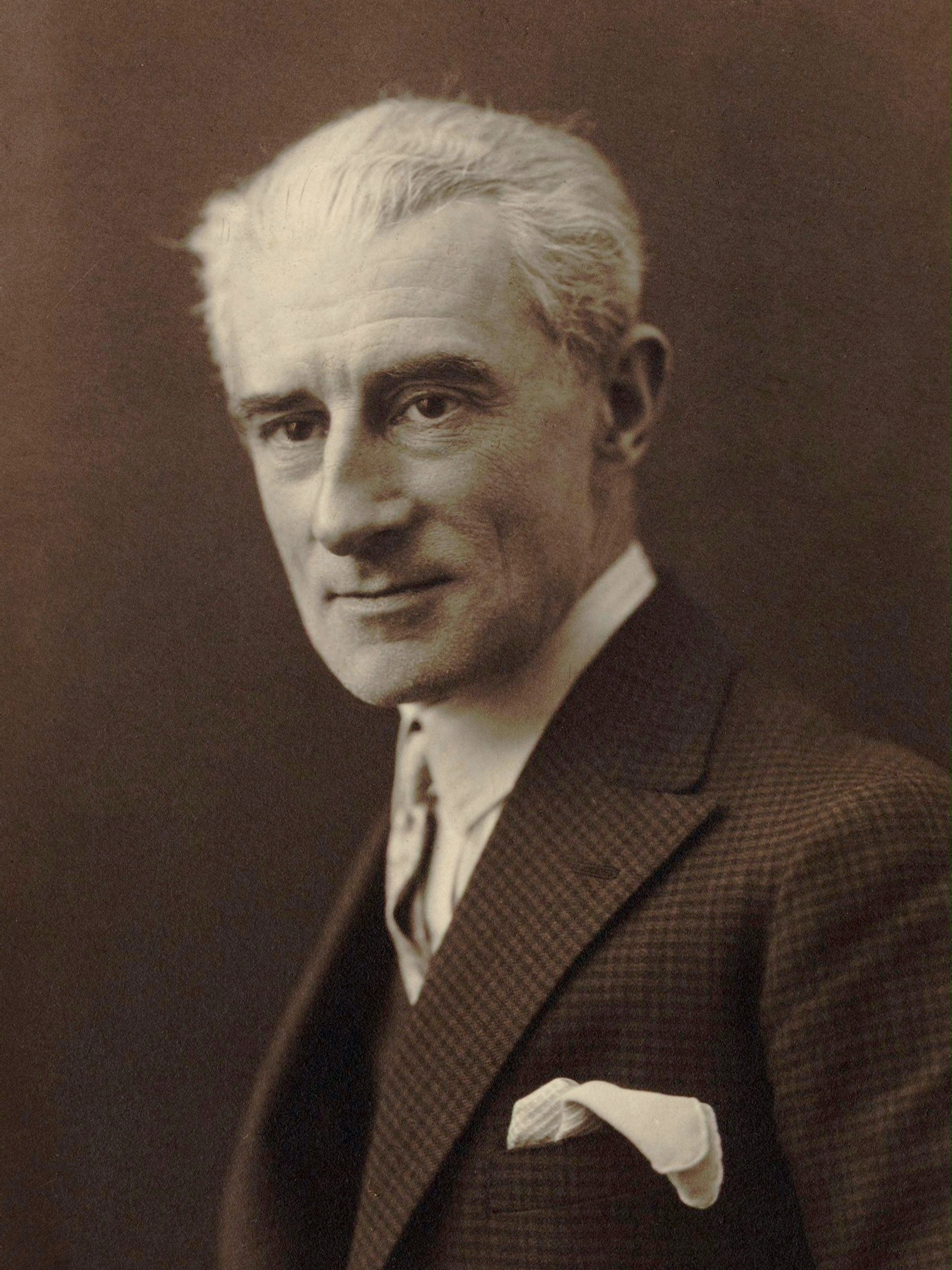
Maurice Ravel, compozitor francez
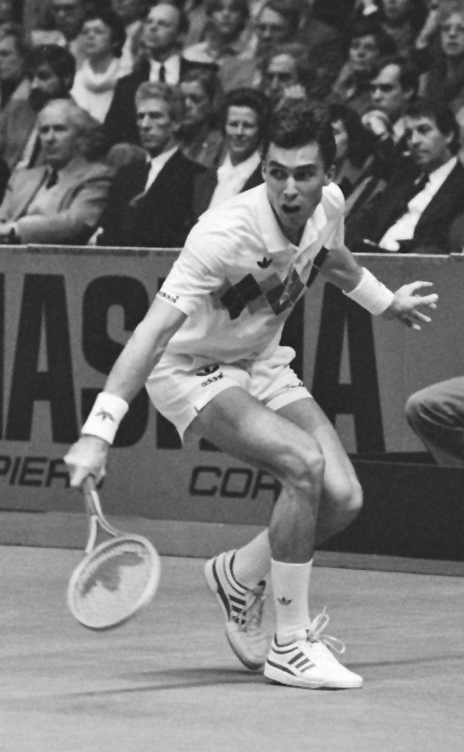
Ivan Lendl, jucător ceh de tenis

- 1862: Juan Martínez Abades, pictor spaniol (d. 1920)
- 1872: Piet Mondrian, pictor olandez (d. 1944)
- 1875: Maurice Ravel, compozitor francez (d. 1937)
- 1896: Richard Maguet, pictor francez (d. 1940)
- 1904: Reinhard Heydrich, ofițer german SS (d. 1942)
- 1908: Anna Magnani, actriță italiană (d. 1973)
- 1909: Léo Malet, scriitor francez (d. 1996)
- 1924: Kobo Abe, scriitor, fotograf și inventator japonez (d. 1993)
- 1926: Petru Pavlovici Rozumnîi, disident sovietic și activist pentru drepturile omului ucrainean (d. 2013)
- 1938: David Baltimore, biolog american, laureat Nobel
- 1938: Albert Fert, fizician francez, laureat Nobel
- 1939: Florin Halagian,  jucător și antrenor de fotbal român (d. 2019)
- 1945: Traian Tandin, scriitor român de romane polițiste (d. 2020)
- 1960: Ivan Lendl, jucător ceh de tenis
- 1978: Sophie, Prințesă a Prusiei
- 1987: Eleni Foureira, cântăreață greacă

## Decese
- 322 î.Hr.: Aristotel, unul din cei mai importanți filosofi ai Greciei Antice (n. 384 î.Hr)
- 0161: Antoninus Pius, împărat roman (n. 86)
- 1274: Toma d'Aquino, teolog și filosof italian, canonizat în 1323 (n. 1225)
- 1517: Maria de Aragon, regină a Portugaliei (n. 1482)

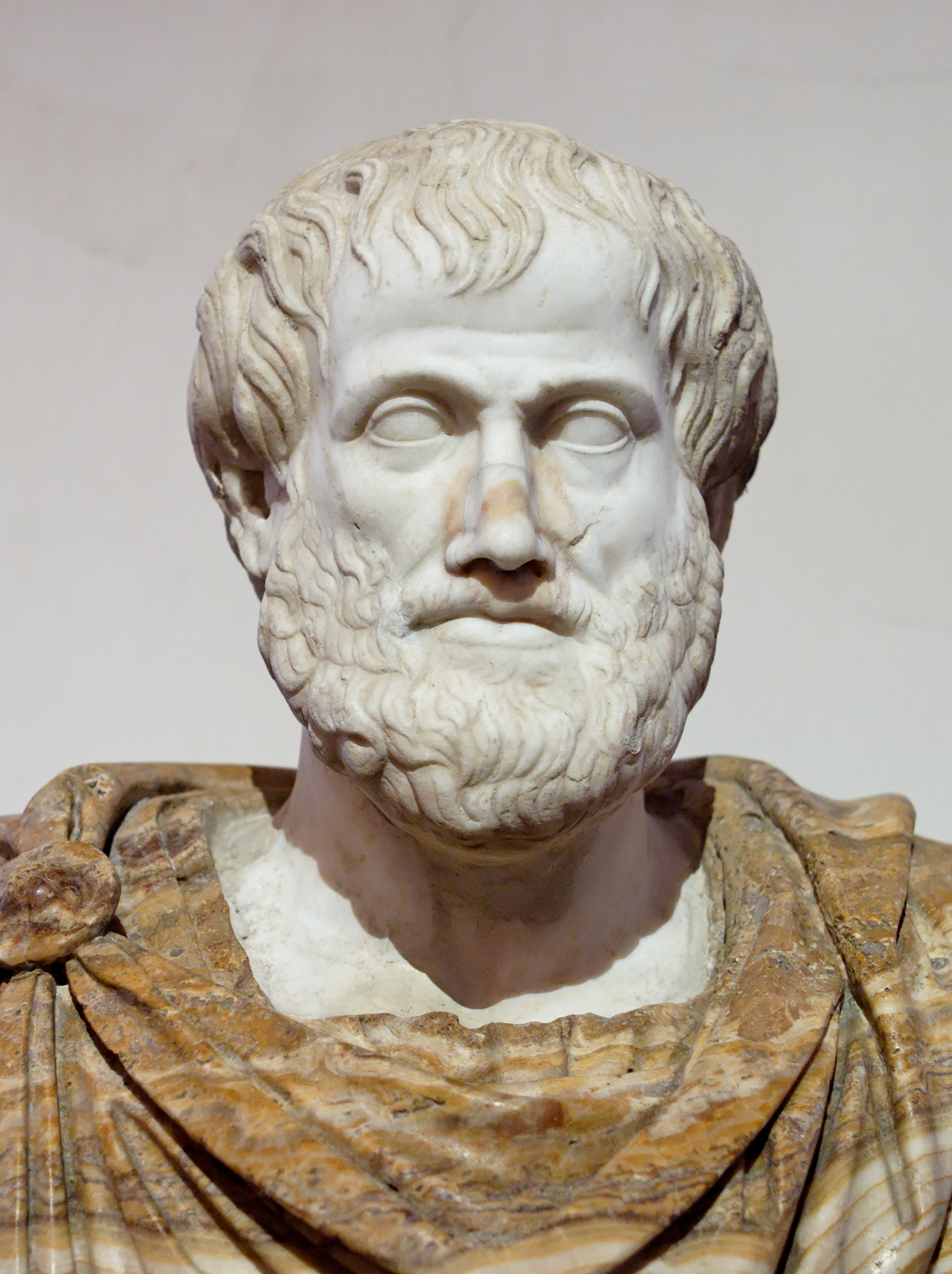
Aristotel, unul din cei mai importanți filosofi ai Greciei Antice
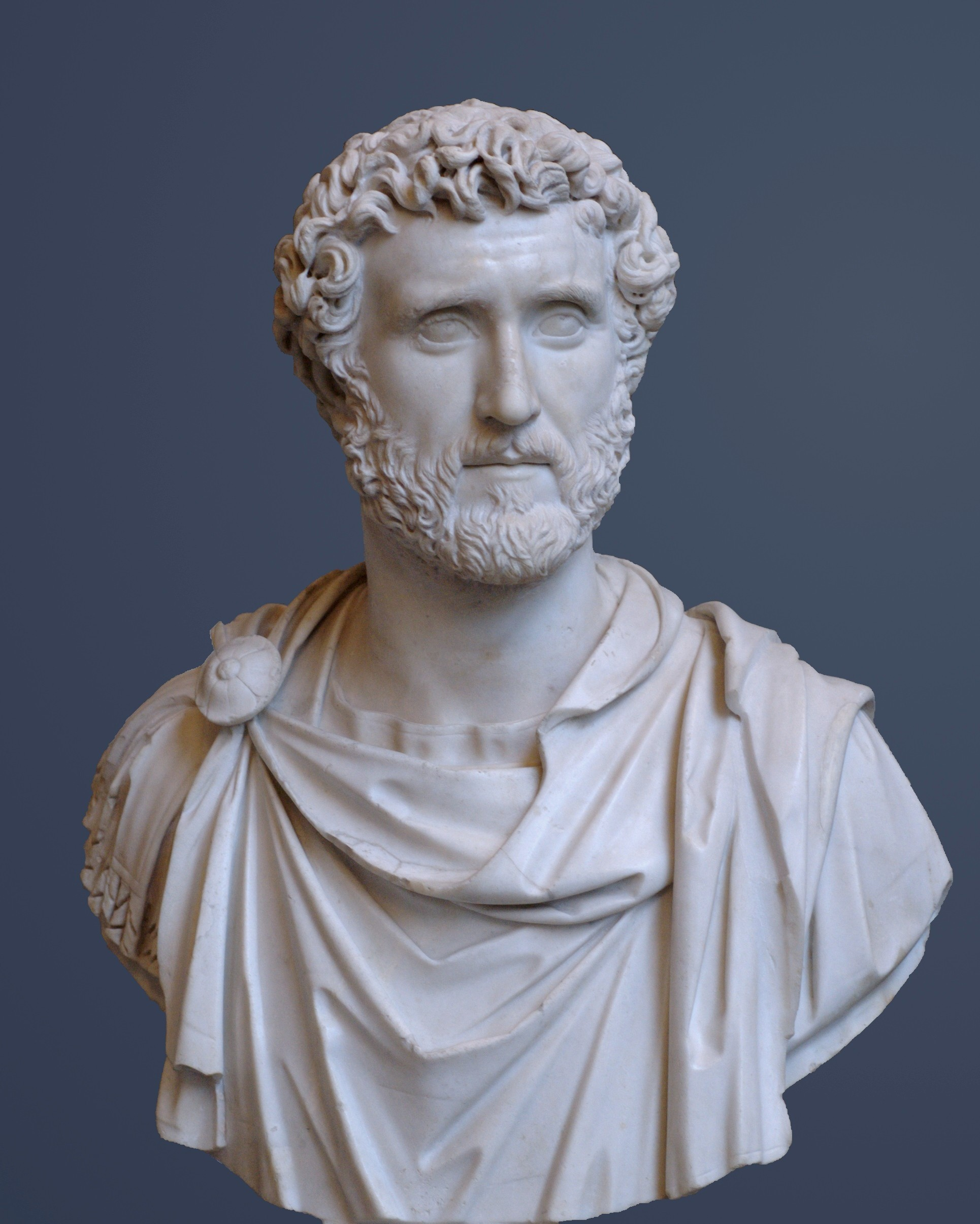
Antoninus Pius, împărat roman
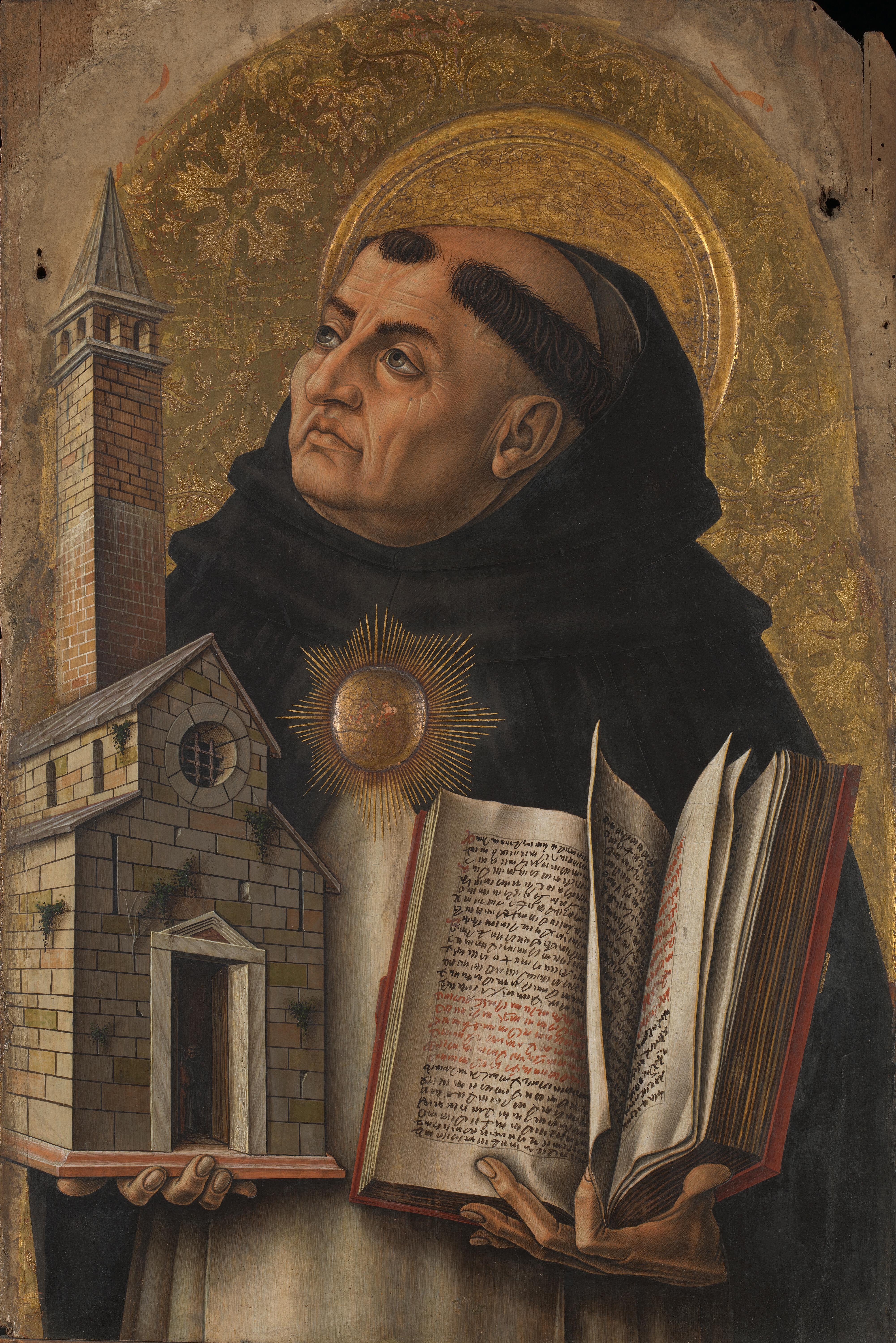
Toma d'Aquino, teolog și filosof italian

- 1724: Papa Inocențiu al XIII-lea (n. 1655)
- 1837: Domingos Sequeira, pictor portughez (n. 1768)
- 1842: Paul Friedrich, Mare Duce de Mecklenburg-Schwerin (n. 1800)
- 1931: Lupu Pick, actor și regizor (n. 1886)
- 1931: Akseli Gallen-Kallela, pictor și grafician finlandez (n. 1865)
- 1932: Aristide Briand, politician francez, laurat al Premiului Nobel pentru Pace(1926) (n. 1862)
- 1942: Nina Arbore, pictor, grafician român (n. 1889)
- 1965: Louise Mountbatten, a doua soție a regelui Gustaf al VI-lea Adolf al Suediei (n. 1889)
- 1977: Virgil Gheorghiu, poet, eseist, muzicolog, pianist român (n. 1905)
- 1985: Arkady Fiedler, scriitor polonez (n. 1894)

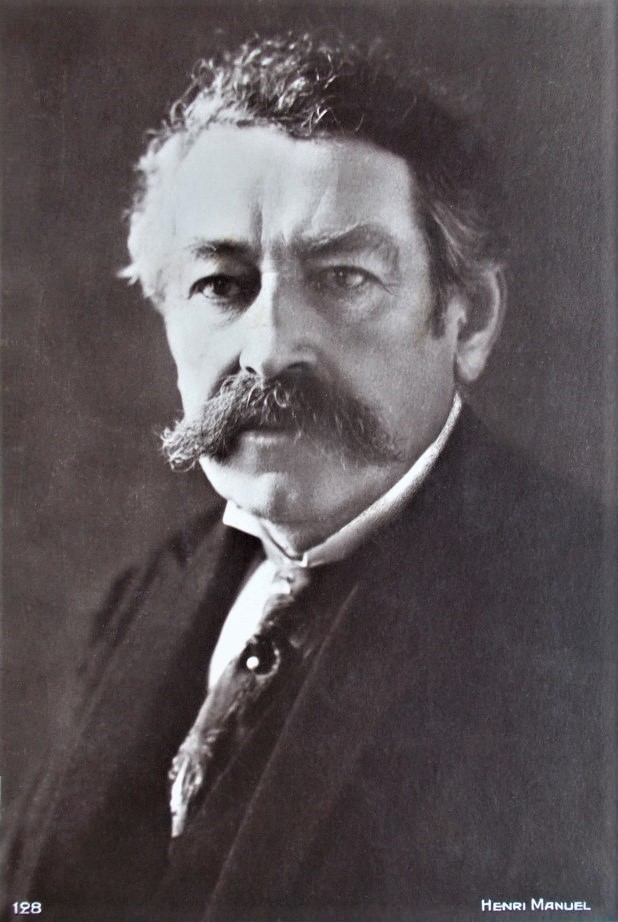
Aristide Briand, politician francez, laurat Nobel
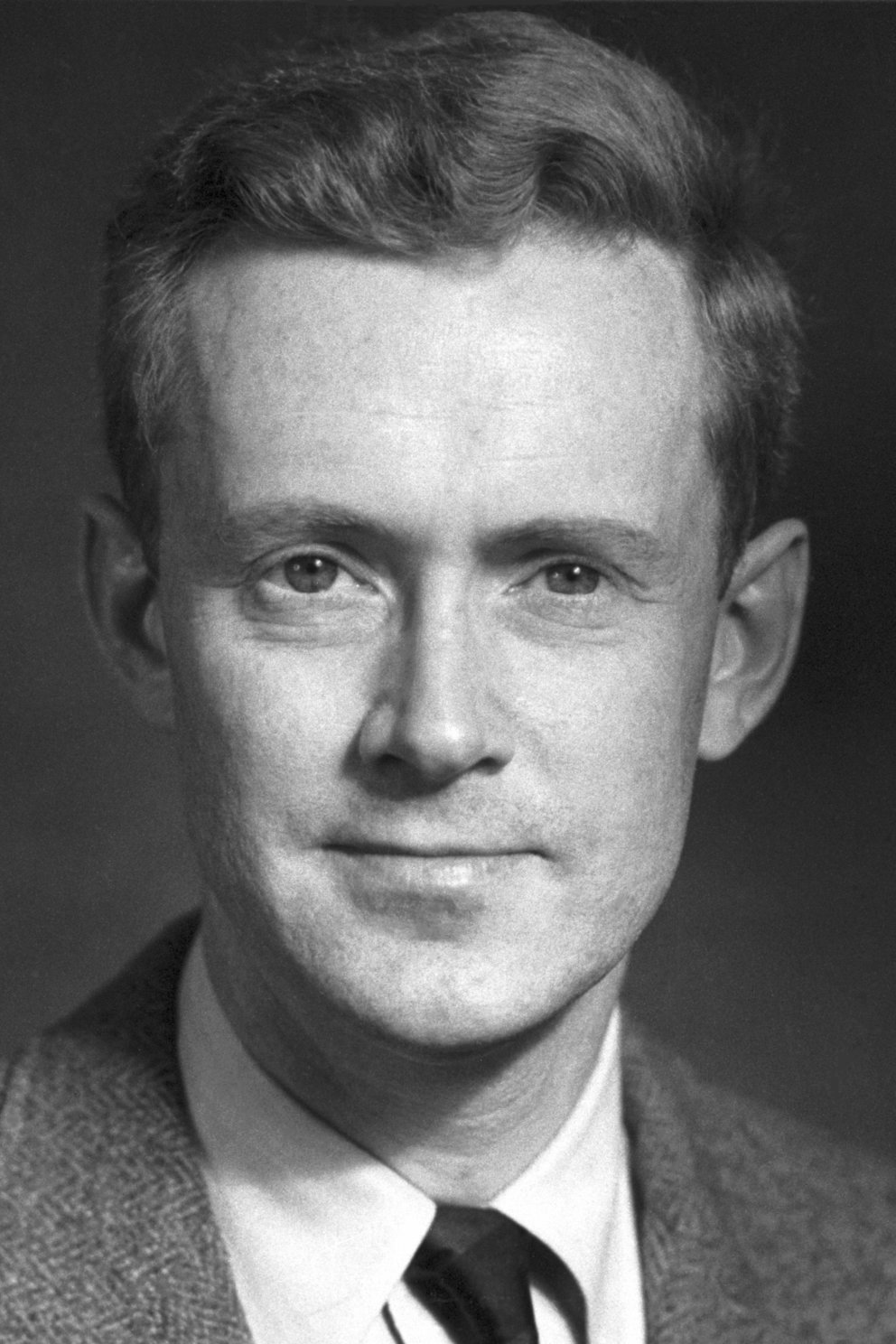
Stanley Kubrick, regizor american

- 1997: Edward Mills Purcell, fizician american (n. 1912)
- 1998: Josep Escolà, fotbalist și antrenor spaniol (n. 1914)
- 1999: Stanley Kubrick, regizor american de film (n. 1928)
- 2002: Alexandru Balaci, critic și istoric literar român, membru al Academiei Române (n. 1916)
- 2004: Nicolae Cajal, medic român (n. 1919)
- 2004: Eugeniu Gh. Proca, medic român (n. 1927)
- 2012: Félicien Marceau, scriitor și scenarist francez (n. 1913)
- 2021: Vasile Popa, actor și cascador român (n. 1947)